# 鐵金剛大戰金槍客
《鐵金剛大戰金槍客》（英語：The Man with the Golden Gun），是第9部占士·邦系列影片。
本片其中一位邦女郎莫德·亚当斯後來於八爪女中再度出任邦女郎，成為第一位連任兩次的邦女郎。

## 劇情
英國军情六处收到一枚表面刻有詹姆斯·邦德代号“007”的金子弹，众人认定子弹来自使用金枪的旧金山著名杀手斯卡拉孟加（Scaramanga）手上，这举意在恐吓特工。考虑到特工的生命安全，M撤回正在调查科学家吉布森的邦德，吉布森握有用太阳能发电解决能源危机的信息。邦德决定私下去找斯卡拉孟加。
从贝鲁特一名肚皮舞者那拿到废弃的金色子弹后，邦德跟踪其制造者前往澳门。斯卡拉孟加的情妇安德烈·安德斯（Andrea Anders）在赌场捡到一枚金子弹。邦德跟着她来到香港半岛酒店的一间套房，迫使她透露斯卡拉孟加的信息，包括他的外表和计划，安德烈让邦德去干杯俱乐部（Bottoms Up Club）。斯卡拉孟加出现俱乐部里，吉布森从斯卡拉孟加的侏儒小弟尼克·纳克（Nick Nack）处窃走太阳能电站的核心“苏里斯转化器”（Solex agitator）。Hip中尉送邦德离开酒吧时，邦德不断为自己辩护，两人随后来到停泊在港口的伊丽莎白皇后号邮轮的残骸处，与Q和M碰头。M让007截获转化器，并暗杀斯卡拉孟加。
邦德随后前往曼谷，与密谋杀害吉布森的泰国企业家海發（Hai Fat）碰面。邦德本想冒充斯卡拉孟加赴会，岂知斯卡拉孟加就在海發的庄园里。邦德被抓后送往发的道场，发奉命道场武士杀害邦德。在Hip及其侄女的帮助下逃脱后，邦德驾驶一条尾部很长的船沿河狂飙，并和助手玛丽·晚安（Mary Goodnight）团聚。试图成为“新任董事会主席”斯卡拉孟加将海發杀害后，拿走了转化器。
安德斯向邦德交代是自己将子弹寄往伦敦，藉此希望邦德杀害斯卡拉孟加。在报酬方面，她答应第二天在拳击场将转化器交给邦德。比赛期间，邦德发现安德斯被前往碰头的斯卡拉孟加杀害。邦德在地上找了个垃圾来掩盖转化器，让Hip将它带出场外交给晚安。晚安在斯卡拉孟加的座驾上安放了追踪器，以锁定汽车的踪迹。邦德看到斯卡拉孟加快要逃走，从汽车展厅偷了一辆车前去追击，不料难缠的J.W.佩彭警长就坐在车子里。邦德和佩彭在曼谷街头追击斯卡拉孟加，斯卡拉孟加见状将车变为飞机，载着尼克·纳克、晚安和他前往私人岛屿。
找到了晚安的追踪器后，邦德在中国雷达的侦查下，开着水上飞机进入了中国海域，降落在斯卡拉孟加的岛上。到埠后，邦德受到斯卡拉孟加的盛情款待，参观了高科技太阳能发电厂。斯卡拉孟加打算将这种技术高价抛售。在展示装备的同时，斯卡拉孟加用强力的太阳光束摧毁了邦德的飞机。随后，斯卡拉孟加在沙滩上提出要手枪决斗。两人背靠背站着，尼克·纳克命令两人各走二十步后转身开枪，不料当邦德转过身开火时，斯卡拉孟加早已逃走。尼克·纳克将邦德引到斯卡拉孟加的游乐屋里，拿出用来冒充邦德的模特：当斯卡拉孟加经过时，邦德搞得他措手不及，最终杀死了他。晚安将一位前来拦路的手下推进液态氦池，太阳能发电厂失去平衡。邦德赶在岛上爆炸前拿到转换器，坐上斯卡拉孟加的中式帆船逃走，岂知尼克·纳克也登上了那艘艇。

## 演員
- 詹姆斯·邦德：羅傑·摩爾
- 瑪莉·晚安：布麗特·艾克蘭
- 安德烈·安德斯：莫德·亚当斯
- 法蘭西斯科·斯卡曼加：基斯杜化·李
- J·W·佩柏警長：克里夫頓·詹姆斯
- M：柏納德·李
- Q：戴斯蒙·李維林
- 錢班霓：洛伊絲·麥克斯韋
- 殺手羅德尼：馬克·勞倫斯
- 女學生：元秋
- 空手道場黑衣對手：陳耀林

## 摄制
1973年11月6日，影片于香港维多利亚港伊利莎白皇后号邮轮开拍。此处是片中军情六处的秘密基地。剧组很小，含邦德的特技替身。主体拍摄1974年4月18日于泰国开始，取景地包括曼谷、吞武里、普吉岛及临近的攀牙府考平甘岛和达铺岛.。斯卡曼加的藏身地考平甘岛和达铺岛，现被当地人和旅游指南称为007岛。片中拳击赛场用了打泰拳的隆宾尼拳场。4月下旬，剧组返回香港，并在澳门拍摄，用了那里在香港没有的赌场。泰国的取景完成后，剧组还动用了松林制片厂，为斯卡曼加的太阳能工厂和小岛内景。摄影师特德·摩尔病倒后，奥斯卡奖得主莫里斯·奥斯瓦尔德接替其工作。因以往接管其他摄影师作品的经历，莫里斯最初不愿意接受，但与制片人用餐后便欣然接受了。松林的拍摄于1974年8月开始。

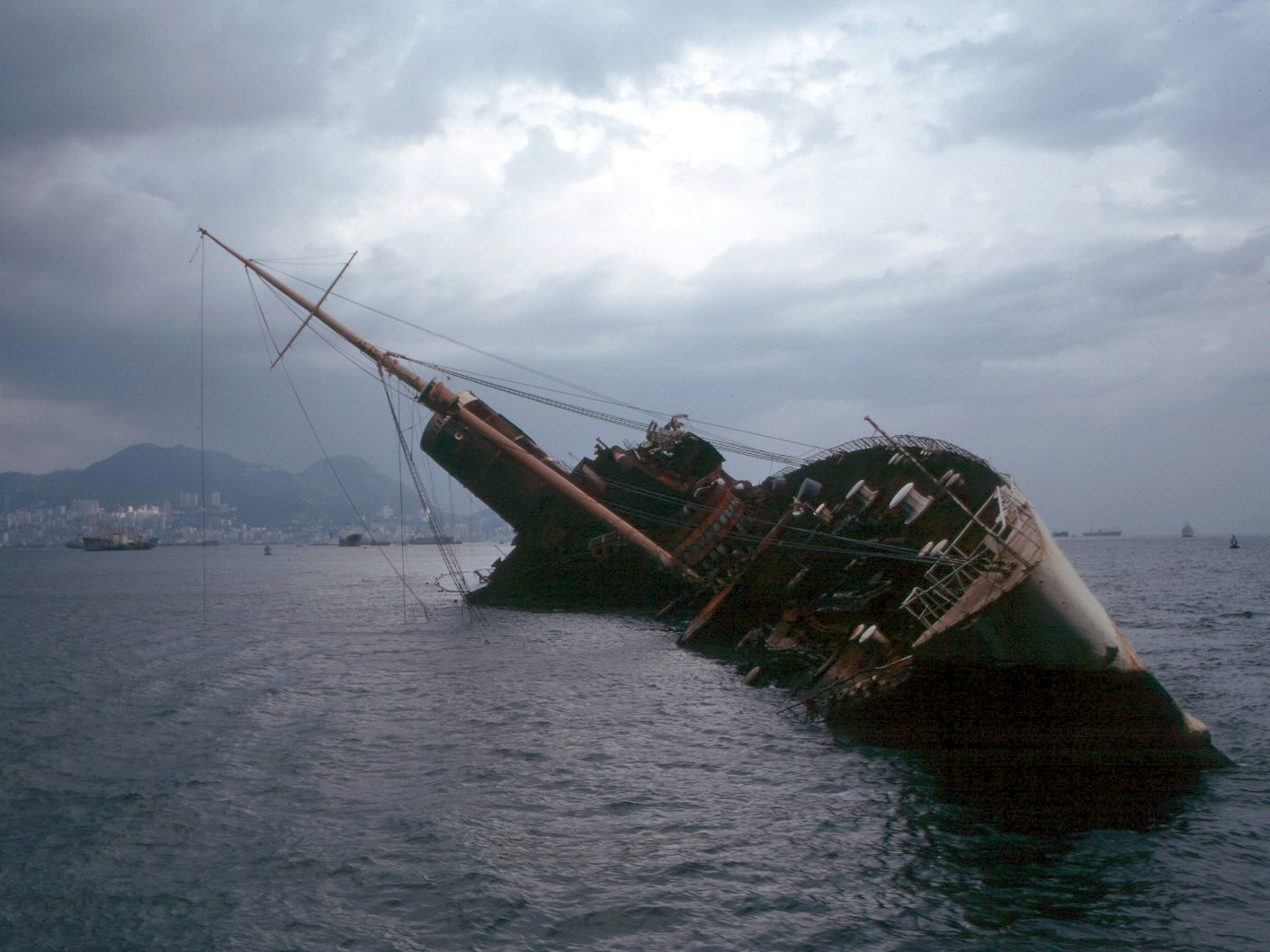
停泊在维多利亚港的伊丽莎白皇后号海上学府遗址

片中的一处主要特技镜头，由车手“颠簸”威拉德（“Bumps”Willard）扮演詹姆斯·邦德，驾驶AMC大黄蜂飞越断桥，在半空中沿着纵轴线旋转360度，作出“空中扭转”的动作。威拉德仅试了一次就完成飞跃。由于特技场景过快，在电影中必须以慢镜头表现。作曲家约翰·巴里在特技结束时加入了终场哨音，但艾伯特·布洛克里认为哨音跟特技不合，巴里后来也后悔自己的决定，认为哨音打破了特技镜头“在真正危险的时刻从展现出价值、真正的007风格”的金科玉律。評論描述此配音“粗糙至極”，作家吉姆·史密斯則认为，此特技“充分彰顯了本片其餘部分乏善可陳，但特技本身卻被這‘喜剧’音效毀於一旦。”EON制作公司获得这套由雷蒙德·麦克亨利设计的特技的许可。特技起初打算在纽约州布法罗的康奈尔航空实验室（CAL）借助其强大的整车仿真软件进行测试。经过仿真开发后，又在CAL的试验场搭建坡道再次测试。在被电影使用前，这个坡道用作全美惊险展。电视节目《Top Gear》2008年6月从企图再现该绝技，但未能成功。斯卡拉孟加汽车飞行的场景，在巴温顿营完成，其模型的设计来源来源于汽车飞机原型。邦德与斯卡拉孟加的对决，来自《原野奇侠》高潮处的对决，制片方认为该场景会拖慢速度，而将其缩短。预告片展现了一些场面的剪辑。

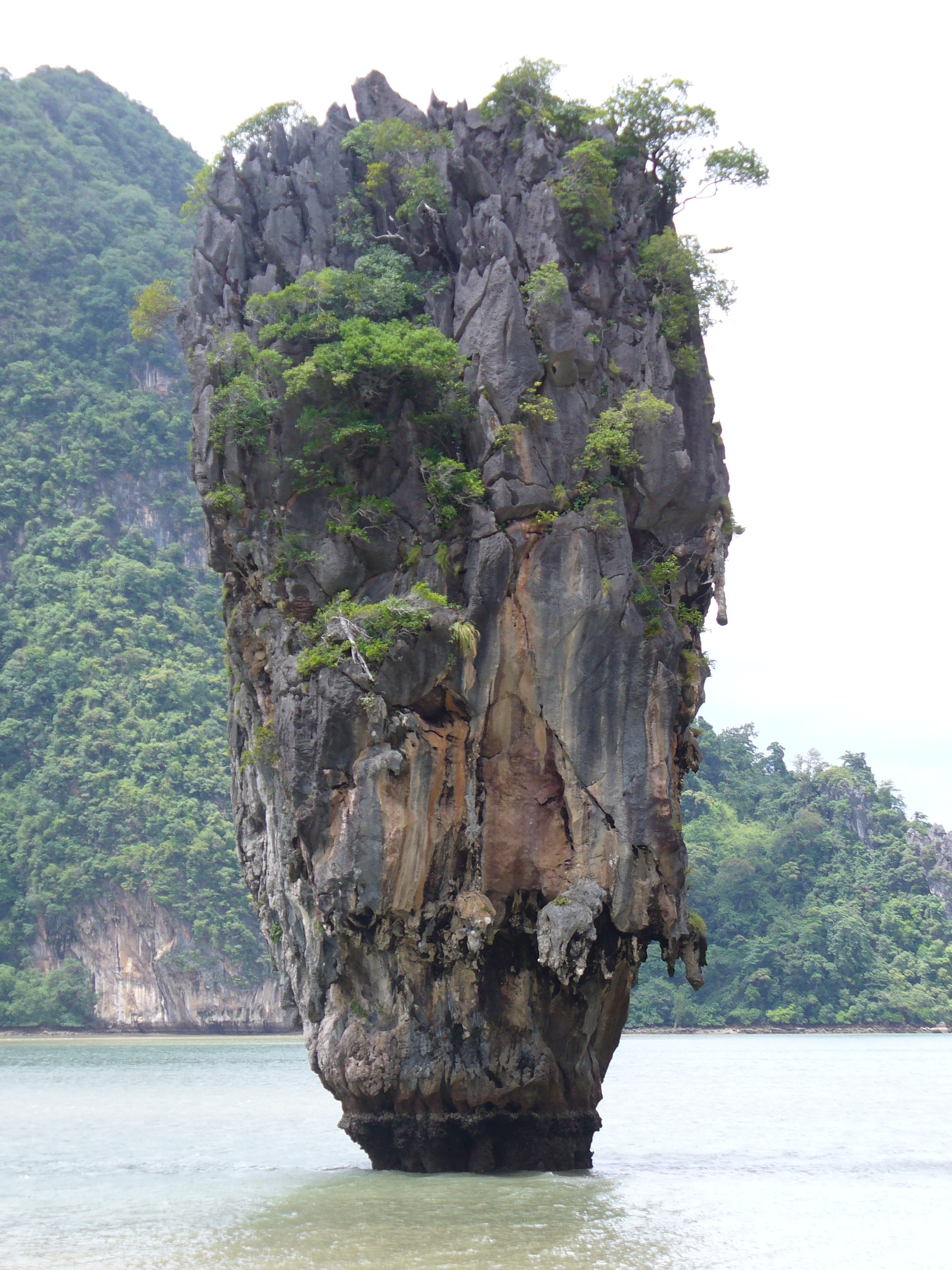
007岛

汉密尔顿想用迪士尼乐园作为斯卡拉孟加的游乐屋。斯卡拉孟加用屋里障碍物，使对手分心从而占上风。“既是游乐屋又是恐怖屋”的设计被莫顿誉为“思想大熔炉”。用上罗杰·摩尔蜡像的同时，摩尔的特技演员莱斯·克劳福德（Les Crawford）饰演了屋里的牛仔，而雷·马里内（Ray Marione）扮演了阿尔·卡彭（Al Capone）。游乐园和伊丽莎白女王的颠覆性布景，灵感来自于《卡里加里博士的小屋》等德国表现主义电影。至于斯卡拉孟加的太阳能发电厂，汉密尔顿用了松林和德里克·梅丁斯设计的微缩模型，场景相互转换，但在片中没有明显的差异。电站的毁坏是实际布景效果和微缩模型的结合。梅丁斯的岛屿毁灭镜头基于卡西诺战役。

### 金枪道具
金枪道具做了三个：一个实心的，一个可以用帽子发射的，一个可以拆卸和组装的。克里斯托弗·李表示金枪的制作“非常艰难”。金枪是邦德电影系列“最让人印象深刻的道具之一”，是互锁钢笔（枪管）、点烟器（弹夹）、烟盒（枪托）和袖扣（扳机）的组合，其子弹固定在斯卡拉孟加的皮带扣里。枪是澳门军火商拉扎尔（Lazar）用23克拉的黄金子弹打造的。黄金枪在2008年20世纪福克斯“20世纪电影最流行的武器”调查中，经约2000名影迷的投票，位列第六。
2008年10月10日，其中一把价值8万英镑的金枪，在赫特福德郡的埃尔斯特里道具厂的公司总部被丢失（疑似被盗）。

## 主題曲
由 LULU 演唱的同名主題曲 「The Man with the Golden Gun」

## 外部連結
- MGM Official website （页面存档备份，存于）
- 互联网电影数据库（IMDb）上《鐵金剛大戰金槍客》的资料（英文）
- Box Office Mojo上《鐵金剛大戰金槍客》的資料（英文）
- 豆瓣电影上《鐵金剛大戰金槍客》的資料 （简体中文）
- 爛番茄上《鐵金剛大戰金槍客》的資料（英文）
- AllMovie上《鐵金剛大戰金槍客》的资料（英文）